# 方峴洞
方峴洞（パンヒョンどう）は、朝鮮民主主義人民共和国平壌直轄市の洞。

## 地理
周囲を平安北道亀城市に囲まれた飛び地。平壌直轄市とは直線距離で150 km以上離れている。

## 歴史
この節の出典
- 1954年 - 亀城郡南倉里および青松里の一部が合併し、方峴労働者区が発足。
- 1967年 - 亀城郡が亀城市に昇格。
- 1974年 - 方峴洞に改編。
- 1976年 - 一部が新興洞として分立。
- 1985年 - 一部が南倉洞として分立。
- 2018年2月10日 - 平壌直轄市に編入される[1]。

## 交通
- 平北線
  - 方峴駅

亀城市内のほど近い場所に方峴空港（方峴飛行場、方峴空軍基地とも）が所在しており、ミサイルの発射場として使用されている。

## ミサイル開発
ミサイル開発の関連施設が集中しており、外国人はもとより自国民であっても立入は厳しく制限されている。住人は平壌市民と同等の特権が与えられており、食料配給や国内の自由旅行など各種恩恵を受けることができる。
2017年7月4日、火星14の1回目の発射が方峴空港で行われた。